# Campoplex procerus
Campoplex procerus là một loài tò vò trong họ Ichneumonidae.